# ناقل الغليكوزيل ببتيدوغليكان
ببتيدوغليكان هو البوليمر الضروري أن يشكل الدرع الواقي في جميع أنحاء أغشية الخلية البكتيرية. ببتيدوغليكان الحيوي هو الهدف من كثير من المضادات الحيوية المستخدمة سريريا، بما في ذلك β-اكتامات، imipenems، السيفالوسبورين، والجلكوببتيدات
في علم الإنزيمات، هي ناقلة الغليكوزيل ببتيدوغليكان peptidoglycan glycosyltransferase وهو (
ر.ت.إ

2.4.1.129

)
[GlcNAc-(1->4)-Mur2Ac(oyl-L-Ala-gamma-D-Glu-L-Lys-D-Ala-D-Ala)]n- diphosphoundecaprenol + GlcNAc-(1->4)-Mur2Ac(oyl-L-Ala-gamma-D-Glu-L-Lys-D-Ala-D-Ala)- diphosphoundecaprenol
⇌
[GlcNAc-(1->4)-Mur2Ac(oyl-L-Ala-gamma-D-Glu-L-Lys-D-Ala-D-Ala)]n+1- diphosphoundecaprenol + undecaprenyl diphosphate
هنالك 4 مشتقات لهذا الإنزيم هي:
- [GlcNAc-(1->4)-Mur2Ac(oyl-L-Ala-gamma-D-Glu-L-Lys-D-Ala-D-Ala)]n-,
- diphosphoundecaprenol,
- GlcNAc-(1->4)-Mur2Ac(oyl-L-Ala-gamma-D-Glu-L-Lys-D-Ala-D-Ala)-, and
- diphosphoundecaprenol,

## الدراسات التركيبية
اعتبارا من أواخر عام 2007، 3 البنيات قد تم حلها لهذا النوع من الإنزيمات، مع PDB رموز الانضمام 2BG1, 2UWX, and 2UWY.
ترتبط المحفزة ناقلة الغليكوزيل في تنشيط الجسم الحي من المستقبلات إلى جزيئات السكر المختلفة مثل البروتينات والأحماض النووية،
وتستخدم على نطاق واسع المضادات الحيوية أمينوغليكوزيد في المركبات السريرية المضادة للبكتيريا ومضادة للورم .